# Hotel Madeira Palácio

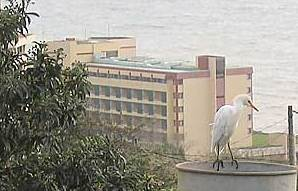
Hotel Madeira Palácio

Hotel Madeira Palácio foi uma unidade hoteleira inaugurada em 1972, no Funchal, na ilha da Madeira, em Portugal, com gestão do grupo hoteleiro americano Hilton sendo a primeira unidade da marca em Portugal.
A cadeia Hilton deixou o hotel madeirense na década de 80 passando a  unidade a ser gerida pelo mesmo grupo que geria o Estoril Palácio e o Hotel Lisboa Penta, tomando a designação Madeira Palácio. Em 2001 foi totalmente remodelado, sendo construído um novo SPA, considerado então por um grupo britânico de viagens, como o melhor da ilha. Unidade hoteleira de cinco estrelas foi sempre muito valorizado pelos seus enormes espaços verdes, com um jardim de cerca de 15.000 m². Atualmente encontra-se inacabado (desde 2007) sendo que o seu processo de insolvência envolveu valores nunca atingidos por qualquer empresa madeirense. Está agora abandonado e sem que se vislumbrem interessados em viabilizar o projeto de reconstrução.